# Перліди
Перліди (Perlidae) — родина комах ряду веснянок. Включає понад 1100 видів у 56 родах. Поширені по всьому світу, за винятком Антарктиди та частини Африки. Найбільшого різноманіття сягає на сході Північного Америки.

## Опис
Тіло має колір від коричневого до більш жовтого, довжину від 10 до 48 міліметрів, відносно широке та плоске. Види цієї групи мають дві довгі хвостові нитки (церки). Третій суглоб стопи (tarsi) значно довший першої та другої передніх кінцівок. Чотири крила мають однакову форму, але задні дещо менші за передні. Розмах крил становить від 20 до 55 міліметрів.
Німфи досить плоскі і зазвичай темного кольору.

## Спосіб життя
Життєвий цикл становить від одного до трьох років. Імаго з'являються влітку; вони дуже активні і їх приваблюють джерела світла. Парування відбувається в рослинності неподалік від води. Самиця відкладає ікру у водойму невеликими липкими купками.
Личинки живуть у прохолодних, чистих середніх і великих струмках, а іноді й у більших теплих річках, які несуть мул. Вони повзучі й можуть швидко пересуватися. У стоячій воді вода не рухається над їхніми зябрами, тому вони рухаються своїми тілами вгору та вниз, щоб забезпечити потік кисню. Німфа змінює шкіру кілька разів, часто більш як 30 разів.
Личинки — поглиначі-хижаки. Полюють на різні види безхребетних. Зовсім молоді личинки є збирачами. Дорослі не їдять.

## Роди
- Acroneuria Pictet, 1841
- Agnetina Klapálek, 1907
- Anacroneuria Klapálek, 1909
- Attaneuria Ricker, 1954
- Beloneuria Needham & Claassen, 1925
- Brahmana Klapálek, 1914
- Calineuria Ricker, 1954
- Caroperla Kohno, 1946
- CHINOPERLa Zwick, 1980
- Claassenia Wu, 1934
- Dinocras Klapálek, 1907
- Doroneuria Needham & Claassen, 1925
- Eccoptura Klapálek, 1921
- Enderleina Jewett, 1960
- Eoperla Illies, 1956
- Etrocorema Klapálek, 1909
- Flavoperla Chu, 1929
- Furcaperla Sivec, 1988
- Gibosia Okamoto, 1912
- Hansonoperla Nelson, 1979
- Helenoperla Sivec, 1997
- Hemacroneuria Enderlein, 1909
- Hesperoperla Banks, 1938
- Inconeuria Klapálek, 1916
- Kamimuria Klapálek, 1907
- Kempnyella Illies, 1964
- Kempnyia Klapálek, 1914
- Kiotina Klapálek, 1907
- Klapalekia Claassen, 1936
- Macrogynoplax Enderlein, 1909
- Marthamea Klapálek, 1907
- Mesoperla Klapálek, 1913
- Miniperla Kawai, 1967
- Neoperla Needham, 1905
- Neoperlops Banks, 1939
- Nigroperla Illies, 1964
- Niponiella Klapálek, 1907
- Nishineuria Uchida, 1990
- Onychoplax Klapálek, 1914
- Oyamia Klapálek, 1907
- Paragnetina Klapálek, 1907
- Perla Geoffroy, 1762
- Perlesta Banks, 1906
- Perlinella Banks, 1900
- Phanoperla Banks, 1938
- Pictetoperla Illies, 1964
- Sinacroneuria Yang & Yang, 1995
- Tetropina Klapálek, 1909
- Togoperla Klapálek, 1907
- Tyloperla Sivec & Stark, 1988
- Xanthoneuria Uchida, Stark & Sivec, 2011
- † Archaeoperla Liu, Ren & Sinitshenkova, 2008
- † Dominiperla Stark & Lentz, 1992
- † Electroneuria Sroka, Staniczek & Kondratieff, 2018
- † Largusoperla Chen, Wang & Du, 2018
- † Pinguisoperla Chen, 2018